# Шежере

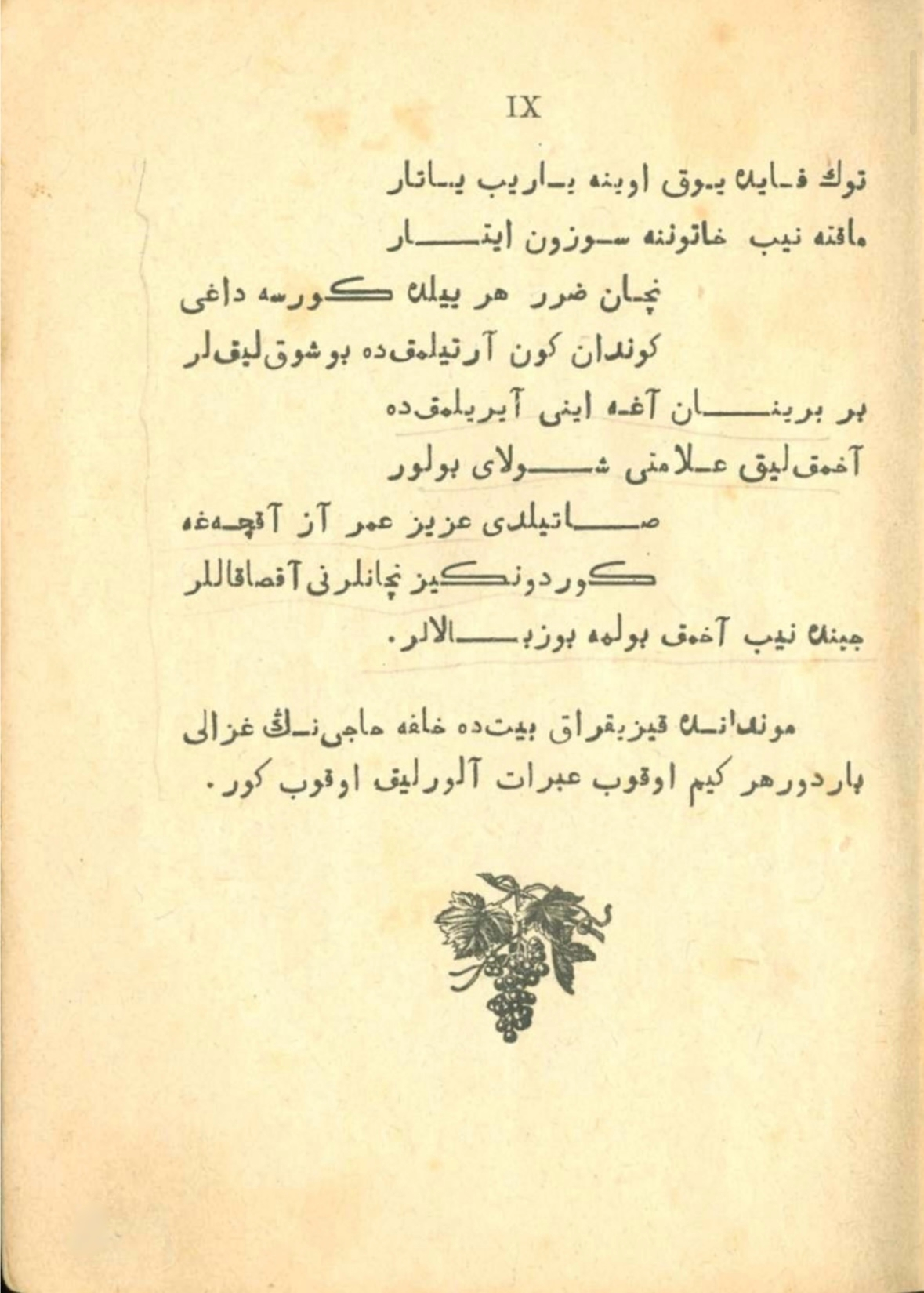
Восьмая страница книги «Мухтасар Тарих-и Кыргызийа» («Краткая история кыргызов»). В книге изложена родословная всего человечества. Родословная начинается с Адама и Евы далее упоминается Нух и его три сына — Хам, Сам и Йафес. Потомки Йафеса делятся на ариев и туранцев. К туранцам автор относит народы Азии: кыргызов, татар, османов (турок), калмыков, японцев, финнов, дунган, китайцев, индо-китайцев, казахов и др.

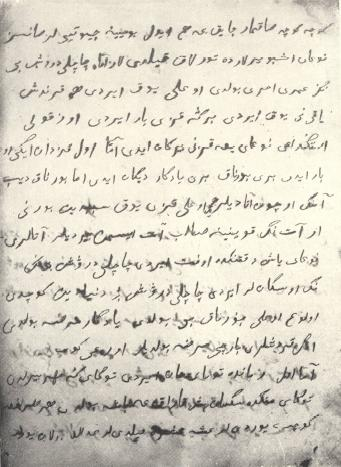
Шежере юрматов

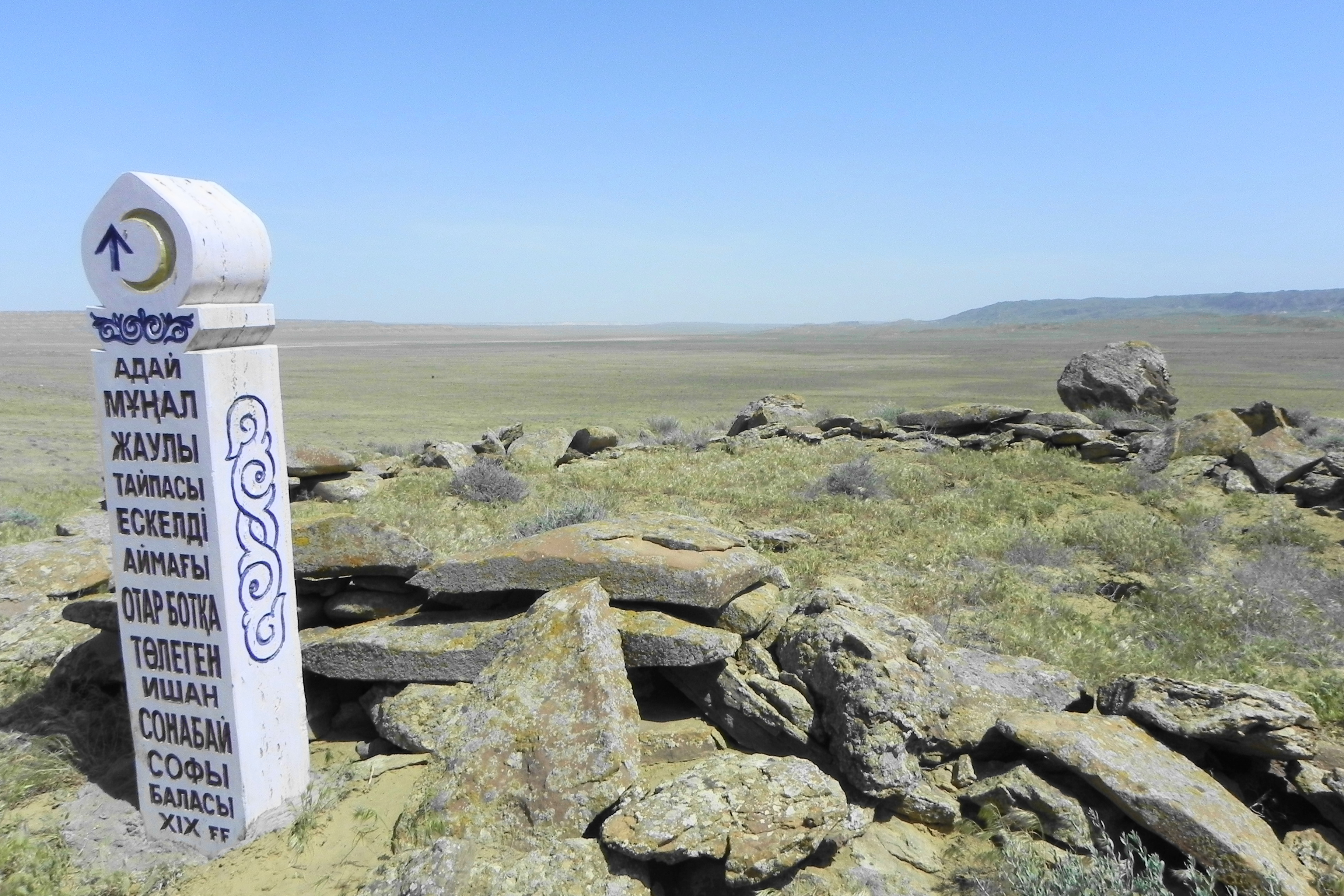
Шежере адай начертанное на столбе, Мангистауская область

Шежере́ (санжыра, шежире, шажире, шаджара; от араб. شجرة‎ [ʃa.d͡ʒa.ra] — букв. «дерево») — устные или письменные историко-генеалогические предания у некоторых восточных народов. Шежере являются частью народной летописи, важнейшим источником исследования происхождения народа, его быта, культуры, обычаев и традиций.
Сведения о происхождении рода, племени или народа дополнялись описаниями исторических событий и документами. Устные шежере были распространены среди казахов (шежiре), башкир (шәжәрә), татар (шәҗәрә), киргизов (санжыра), каракалпаков (шежире), туркмен (şejere) и монголов.
Хивинский хан Абульгази (1603—1664) написал труды «Шеджере-и-теракиме» («Родословная туркмен») и «Шеджере-и тюрк» («Родословная тюрков»), которые послужили основным источником о расселении туркменских племён в XVI веке. Башкирские шежере сохранились до наших дней в копиях XVII—XIX веков, лишь некоторые из них были записаны в более ранний период. Есть свидетельства о том, что шежере записывались в XVI веке (шежере юрматов). В XIX — начале XX века Курбангали Халиди, Машхур Жусуп Копеев, Шакарим Кудайбердиев и другие начали записывать и публиковать казахские шежере. Значительный вклад в изучение казахских шежере внёс историк Н. А. Аристов. Записью киргизских санжыра в начале XX века занимались Тоголок Молдо, Мухамадали Молдо, Ибрайым (Акмолдо), а также один из первых киргизских историков Белек Солтоноев. Каракалпакский поэт Бердах (1827—1900) в своём произведении «Шежире» постарался на основе народных легенд воссоздать историю каракалпаков.